# IC 2374
IC 2374 је спирална галаксија у сазвјежђу Рак која се налази на листи објеката дубоког неба у Индекс каталогу.
Деклинација објекта је + 30° 26' 35" а ректасцензија 8h 28m 22,2s. Привидна величина (магнитуда) објекта IC 2374 износи 14,7 а фотографска магнитуда 15,5. IC 2374 је још познат и под ознакама CGCG 149-27, PGC 23758.